# Испаравање
Испаравање је физички процес прелаза материје из течног стања у гасовито стање (пару) које се одвија са повећањем температуре. Процес испаравања је супротан процесу кондензације (прелаз из гасовитог у течно стање). Када се молекули течности сударе, они преносе енергију једни на друге на основу тога како се сударају. Када молекул близу површине апсорбује довољно енергије да савлада притисак паре, он ће побећи и ући у околни ваздух као гас. Када дође до испаравања, енергија уклоњена из испарене течности ће смањити температуру течности, што ће узроковати хлађење испаравањем.
Процес испаравања зависи од интензитета топлотног кретања молекула: што је кретање молекула брже, то је испаравање такође брже. Осим тога, на процес испаравања утиче брзина дифузије. Пример за ово је испаравање у ветровитим условима које је онда брже. Испаравање зависи и од врсте материје, тако да алкохол испарава брже него вода. Испаравање је пропорционално отвореној површини течности која испарава. 
Процес испаравања се на молекуларном нивоу одвија на следећи начин: молекули достижу довољну кинетичку енергију (брзину) да се одвоје од привлачне силе суседних молекула и одвајају се од површине течности. Тиме течност губи део своје унутрашње енергије. Тако, на пример, људи дувају изнад врућег чаја да би убрзали испаравање и снизили његову температуру. Мерење испаравања врши се помоћу два специјална инструмента — евапориметра и евапориграфа. Испаравање се изражава у милиметрима у току једне године — mm/god.

## Теорија
Да би молекули течности испарили, они морају бити лоцирани близу површине, морају се кретати у правом смеру и имати довољну кинетичку енергију да савладају међумолекулске силе течне фазе. Када само мали део молекула испуњава ове критеријуме, брзина испаравања је ниска. Пошто је кинетичка енергија молекула пропорционална његовој температури, испаравање се одвија брже на вишим температурама. Након што молекули који се брже крећу побегну, преостали молекули имају нижу просечну кинетичку енергију, а температура течности опада. Ова појава се назива и хлађење испаравањем. Због тога испаравајући зној хлади људско тело. Испаравање такође има тенденцију да се одвија са већим брзинама протоком између гасовите и течне фазе и у течностима са већим притиском паре. На пример, веш на конопцу за веш ће се сушити (испаравањем) брже по ветровитом дану него по мирном дану. Три кључна дела за испаравање су топлота, атмосферски притисак (одређује проценат влажности) и кретање ваздуха.
На молекуларном нивоу, не постоји строга граница између течног стања и стања паре. Уместо тога, постоји Кнудсенов слој, где је фаза неодређена. Пошто је овај слој дебео само неколико молекула, на макроскопској скали се не може видети јасан интерфејс фазног прелаза.
Течности које видљиво не испаравају на датој температури у датом гасу (нпр. уље за кување на собној температури) имају молекуле који немају тенденцију да међусобно преносе енергију у обрасцу који је довољан да често дају молекулу топлотну енергију потребну за претварање у пару. Међутим, ове течности испаравају. Само што је процес много спорији и самим тим знатно мање видљив.

### Евапоративна равнотежа
Ако се испаравање одвија у затвореном простору, молекули који излазе акумулирају се као пара изнад течности. Многи од молекула се враћају у течност, а повратни молекули постају све чешћи како се густина и притисак паре повећавају. Када процес изласка и враћања достигне равнотежу, за пару се каже да је „засићена“, и неће доћи до даље промене притиска и густине паре или температуре течности. За систем који се састоји од паре и течности чисте супстанце, ово равнотежно стање је директно повезано са притиском паре супстанце, као што је дато Клаузијус-Клапероновом релацијом:
{\displaystyle \ln \left({\frac {P_{2}}{P_{1}}}\right)=-{\frac {\Delta H_{\rm {vap}}}{R}}\left({\frac {1}{T_{2}}}-{\frac {1}{T_{1}}}\right)}
где су  притисци паре на температурама  респективно,  је енталпија испаравања, а R је универзална гасна константа. Брзина испаравања у отвореном систему повезана је са притиском паре који се налази у затвореном систему. Ако се течност загреје, када притисак паре достигне притисак околине, течност ће кључати.
Способност молекула течности да испари је углавном заснована на количини кинетичке енергије коју појединачна честица може да поседује. Чак и на нижим температурама, појединачни молекули течности могу да испаре ако имају више од минималне количине кинетичке енергије потребне за испаравање.

## Фактори који утичу на брзину испаравања
Напомена: Ваздух који се овде користи је уобичајен пример; међутим, парна фаза могу бити и други гасови.
Концентрација супстанце која испарава у ваздухуАко ваздух већ има високу концентрацију супстанце која испарава, онда ће дата супстанца испаравати спорије.
Брзина протока ваздухаОво је делимично повезано са горњим тачкама концентрације. Ако се „свеж” ваздух (i.e, ваздух који није већ засићен супстанцом нити другим супстанцама) стално креће изнад супстанце, онда је мања вероватноћа да ће концентрација супстанце у ваздуху расти с временом, и тако се подстиче брже испаравање. Ово је резултат смањења граничног слоја на површини испаравања са брзином протока, смањујући дифузиону удаљеност у стагнирајућем слоју.
Количина минерала растворених у течности
Међумолекуларне силеШто су јаче силе које држе молекуле заједно у течном стању, више енергије је потребно да би се молекули одвојили. Ово се карактерише енталпијом испаравања.
ПритисакИспаравање се одвија брже ако постоји мањи напон на површини који спречава молекуле да се сами покрену.
ПовршинаСупстанца која има већу површину ће брже испарити, пошто има више површинских молекула по јединици запремине који потенцијално могу да побегну.
Температура супстанцешто је температура супстанце виша то је већа кинетичка енергија молекула на њеној површини и самим тим је већа брзина њиховог испаравања.
У САД, Национална метеоролошка служба мери стварну стопу испаравања са стандардизоване отворене водене површине на отвореном, на различитим локацијама широм земље. И други раде исто широм света. Подаци за САД се прикупљају и састављају у годишњу мапу испаравања. Мере се крећу од испод 30 до преко 120 in (3.000 mm) годишње.
Пошто се обично одвија у сложеном окружењу, где је „испаравање изузетно редак догађај“, механизам за испаравање воде није у потпуности разјашњен. Теоријски прорачуни захтевају претерано дуге и велике компјутерске симулације. Брзина испаравања течне воде је једна од главних несигурности у модерном климатском моделирању.

## Примене
- Индустријске примене укључују многе процесе штампања и премаза; добијање соли из раствора; и сушење разних материјала као што су грађа, папир, тканина и хемикалије.
- Употреба испаравања за сушење или концентровање узорака је уобичајени припремни корак за многе лабораторијске анализе као што су спектроскопија и хроматографија. Системи који се користе за ову сврху укључују ротационе испариваче и центрифугалне испариваче.
- Када се одећа окачи на канап за веш, иако је температура околине испод тачке кључања воде, вода испарава. Ово је убрзано факторима као што су ниска влажност, топлота (од сунца) и ветар. У машини за сушење веша, врући ваздух се дува кроз одећу, омогућавајући да вода врло брзо испарава.
- Матки/Матка, традиционални индијски контејнер од порозне глине који се користи за складиштење и хлађење воде и других течности.
- Ботихо, традиционална шпанска посуда од порозне глине дизајнирана да хлади садржану воду испаравањем.
- Евапоративни хладњаци, који могу значајно да расхладе зграду једноставним дувањем сувог ваздуха преко филтера засићеног водом.